# Truncatella barbadensis
Truncatella barbadensis är en snäckart som beskrevs av Ludwig Pfeiffer 1856. Truncatella barbadensis ingår i släktet Truncatella och familjen Truncatellidae. Inga underarter finns listade i Catalogue of Life.